# هواشانق
هواشانق هي قرية في مقاطعة كوثر، إيران. يقدر عدد سكانها بـ 547 نسمة بحسب إحصاء 2016.